# Berger de Bohême
 (octobre 2020).
Si vous disposez d'ouvrages ou d'articles de référence ou si vous connaissez des sites web de qualité traitant du thème abordé ici, merci de compléter l'article en donnant les références utiles à sa vérifiabilité et en les liant à la section « Notes et références ».
Le Berger de la Bohême, connu sous le nom de Chodsky pes en République tchèque, est une race de chien de berger, de taille moyenne et au pelage noir et feu. 

## Histoire
Les origines de ce chien tirent leurs racines du peuple Chodove qui vivait au XIVe siècle dans des bois, au sud de la Bohême, et l'utilisait comme chien de garde et de troupeaux.
L’élevage proprement dit a commencé vers le XVIe siècle mais jusqu’au début du XXe siècle, le berger de Bohême n'a été utilisé que localement comme chien de berger et de garde et il ne commença à être connu qu'à la fin du XIXe siècle.
Le tableau le plus réputé représentant un Berger de Bohême est celui de Mikoláš Aleš et la statue la plus belle est un monument sculpté par Cenek Vosmik représentant Jan Sladky Kozina avec son chien. Le livre le plus connu sur le Berger de Bohême, Psohlavci, a été écrit par Alois Jirásek à la fin du XIXe siècle.

## Morphologie
Les mâles doivent avoir une hauteur au garrot comprise entre 52 et 55 cm, et les femelles entre 49 et 52 cm. Les mâles doivent peser entre 19 et 27 kg et les femelles entre 17 et 24 kg.
Sa fourrure est longue et épaisse, dotée d'un sous-poil épais qui la rend imperméable.

## Santé
Le Berger de Bohème est prédisposé à certains problèmes de santé tels que la dysplasie de la hanche et du coude, la dilatation-torsion de l’estomac. Les problèmes oculaires et auriculaires sont aussi fréquents chez cette race[réf. nécessaire].